# Academia de la Guardia Costera de Estados Unidos
La Academia de la Guardia Costera de los Estados Unidos (en inglés: United States Coast Guard Academy, USCGA) es una institución académica de educación superior para la formación de oficiales de la Guardia Costera de Estados Unidos. Se ubica en New London (Connecticut).
Es una de las 5 academias federales de servicio de los Estados Unidos, junto con la Academia Militar de los Estados Unidos, la Academia Naval de los Estados Unidos, la Academia de la Fuerza Aérea de los Estados Unidos y la Academia de la Marina Mercante de Estados Unidos.
Fue fundada en 1876.
La educación es gratuita a cambio de que los estudiantes, denominados cadetes, sirvan cinco años en la Guardia Costera. Los cadetes reciben, al término de los estudios, el título de Bachelor of Science. Este periodo de servicio obligatorio aumenta si los estudiantes prosiguen sus estudios en programas de postgrado o en la escuela de pilotos.

## Deportes
Los Coast Guard Bears compiten en la New England Women's and Men's Athletic Conference de la División III de la NCAA, excepto en fútbol americano, donde se integran en la New England Football Conference. En Vela, deporte que no está incluido en la NCAA, compiten en la New England Intercollegiate Sailing Association de la Inter-Collegiate Sailing Association of North America.
- Datos: Q650935
- Multimedia: United States Coast Guard Academy / Q650935